# Lagerstroemia anisoptera
Lagerstroemia anisoptera är en fackelblomsväxtart som beskrevs av Emil Bernhard Koehne. Lagerstroemia anisoptera ingår i släktet Lagerstroemia och familjen fackelblomsväxter. Inga underarter finns listade i Catalogue of Life.